# Кукуи
Кукуи — деревня в Воткинском районе Удмуртской Республики России.

## География
Деревня находится в восточной части республики, в подзоне южной тайги, на правом берегу реки Малая Вотка, на расстоянии примерно 8 километров (по прямой) к юго-западу от города Воткинска, административного центра района. Абсолютная высота — 118 метров над уровнем моря.

### Климат
Климат характеризуется как умеренно континентальный, с продолжительной холодной многоснежной зимой и коротким относительно жарким летом. Среднегодовая температура воздуха — 1,4 °С. Средняя температура воздуха самого тёплого месяца (июля) — 17,5 °C (абсолютный максимум — 34,3 °C); самого холодного (января) — −15 °C (абсолютный минимум — −43 °C). Вегетационный период длится 160 дней. Среднегодовое количество атмосферных осадков составляет 527 мм, из которых 376 мм выпадает в период с апреля по октябрь. Снежный покров держится в течение 172 дней.

### История
Первоначально – это был починок Кокуев. 
Название починка «Кокуев» происходит от слова «Кокуй», значение которого можно найти в словаре Русского языка Владимира Даля, жившего в середине XIX века. Слово «кокуй» обозначало головной убор, который носили девушки до замужества – кокошник. Второе значение этого слова: день или место празднования языческого общеславянского праздника Ивана-Купала.
Старожилы села Кукуи (так ошибочно переименовали деревню Кокуи в советское время), помнят, что их предки бежали от притеснения властей и поселились здесь, на берегу Малой Вотки. Вновь созданному поселению они дали то же название, что и было у них на старом месте жительства. Но, район, откуда они бежали, в памяти старожилов не сохранился.
Самые распространенные фамилии - Воротовы, Коробейниковы.

### Часовой пояс
Деревня Кукуи, как и вся Удмуртская Республика, находится в часовой зоне МСК+1. Смещение применяемого времени относительно UTC составляет +4:00.

## Население
| 2010 | 2012 |
| ---- | ---- |
| 705  | ↗730 |

### Национальный состав
Согласно результатам переписи 2002 года, в национальной структуре населения русские составляли 56 % из 665 чел., удмурты — 42 %.